# Iglesia de Nuestra Señora del Carmen (Los Cristianos)
La iglesia de Nuestra Señora del Carmen es la parroquia de la localidad turística de Los Cristianos en el sur de la isla de Tenerife (España).

## Historia
Desde finales del siglo XIX se venía demandando la construcción de una iglesia en la localidad, si bien no sería hasta comienzos del siglo XX cuando la idea fructificaría. En 1924 se construyó una primitiva ermita, gracias, en parte a familias acomodadas de Arona y Vilaflor. Esta ermita se puso bajo la advocación de Nuestra Señora del Carmen debido a que esta advocación es la patrona de los pescadores y marineros, y a esa labor se dedicaban los vecinos de Los Cristianos en la época.
El 14 de mayo de 1963, la ermita del Carmen fue ascendida al rango de parroquia por el obispo de la Diócesis de Tenerife Luis Franco Cascón. Décadas después, el crecimiento de la localidad demandó la construcción de otro templo mayor, y la primitiva ermita fue demolida en 1987. En 1988 se colocó la primera piedra del nuevo templo, y el 23 de diciembre de 1990 fue inaugurado por el obispo Damián Iguacen Borau.

## Fiestas
Las fiestas de la Virgen del Carmen, patrona de la localidad de Los Cristianos se celebran el primer domingo de septiembre (y no el 16 de julio, onomástica de esta advocación mariana). Esto se debe a que en la época en la que se construyó la antigua ermita, las familias acomodadas se trasladaban a la localidad de Los Cristianos a veranear a finales del mes de agosto, y las autoridades religiosas y civiles querían celebrar la festividad de la Virgen con la presencia de las citadas familias, debido en parte, a que ellos habían contribuido a la construcción del antiguo templo.
Actualmente el día de la festividad se traslada la imagen de la Virgen y la de San José en procesión hasta el muelle viejo de Los Cristianos acompañados por la Banda de Música de Arona. Posteriormente se realiza la misa solemne para, al finalizar, llevarse a cabo la procesión marítima, ofrenda floral de la cofradía de pescadores y exhibición de fuegos artificiales desde la Bahía de Los Cristianos y posterior regreso al templo parroquial.